# Челађ
Челађ (пољ. Czeladź) је град у Пољској у Војводству Шлеском у Повјату Бенђинском. Према попису становништва из 2011. у граду је живело 33.745 становника.

## Становништво
Према прелиминарним подацима са пописа, у граду је 2011. живело 33.745 становника.
| 2002.  | 2011.  | 2012.  |
| ------ | ------ | ------ |
| 34.957 | 33.745 | 33.345 |